# Karakoz
Karakoz (en arabe : كركوز) est la version arabe de Karagöz au Levant[pas clair]. Il est un personnage central du théâtre d'ombres syrien.